# Berglansmossa
Berglansmossa (Didymodon icmadophilus) är en bladmossart som först beskrevs av C. Müll., och fick sitt nu gällande namn av K. Saito. Berglansmossa ingår i släktet lansmossor, och familjen Pottiaceae. Enligt den svenska rödlistan är arten otillräckligt studerad i Sverige. Arten förekommer i Götaland och Övre Norrland. Artens livsmiljö är fjäll, våtmarker, jordbrukslandskap.